# Liste d'élections en 1986
Chronologie des élections
- 1982
- 1983
- 1984
- 1985
- 1986
- 1987
- 1988
- 1989
- 1990

Cette liste recense les élections organisées durant l'année 1986. Elle inclut les élections législatives et présidentielles nationales dans les États souverains, ainsi que les principaux référendums.
Dans les années 1980, il existe principalement deux sortes de régimes électoraux : celui des démocraties multipartites, et celui des régimes à parti unique. Dans ces derniers, un seul parti politique est autorisé, et les citoyens sont généralement appelés à départager plusieurs candidats proposés par les autorités, ou bien à approuver un candidat unique par plébiscite. Les régimes à parti unique se trouvent notamment dans le bloc communiste (Tchécoslovaquie en mai ; Allemagne de l'Est, Bulgarie et Mongolie en juin ; Yémen du Sud en octobre ; Corée du Nord en novembre) et dans une grande partie de l'Afrique (Sierra Leone en mai ; Gabon en novembre ; Angola, Mozambique, Togo et Somalie en décembre).
Le Soudan (avril), l'Angola et le Mozambique (décembre) sont en guerre civile lors de la tenue de leurs élections.

## Par mois

### Janvier
| Date       | Pays     | Élections      | Contexte | Résultats |
| ---------- | -------- | -------------- | -------- | --------- |
| 26 janvier | Portugal | Présidentielle | 1er tour | -         |

### Février
| Date                    | Pays          | Élections                      | Contexte | Résultats |
| ----------------------- | ------------- | ------------------------------ | --- | --- |
| 31 janvier et 2 février | Liechtenstein | Législatives                   | | L'Union patriotique (centre-droit) devance le Parti progressiste des citoyens (droite) et remporte une majorité absolue des sièges. Hans Brunhart (Union patriotique) demeure premier ministre, à la tête d'une coalition des deux partis. |
| 2 février               | Costa Rica    | Législatives et présidentielle | | Le Parti de la libération nationale (social-démocrate) conserve une majorité absolue des sièges. Son candidat, Óscar Arias Sánchez, est élu président de la République avec 52,3 % des voix, face notamment à Rafael Calderón (Parti unité sociale-chrétienne, conservateur). |
| 7 février               | Philippines   | Présidentielle                 | Ferdinand Marcos est au pouvoir depuis 1965. La loi martiale vient d'être levée pour ces élections. Les élections sont marquées par des violences et des fraudes, et ne sont pas considérées comme démocratiques. | Ferdinand Marcos (Mouvement pour une société nouvelle, extrême-droite, anti-communiste) est déclaré réélu avec 53,6 % des voix, face à Corazon Aquino (Parti démocratique-Pouvoir populaire, centre-gauche). Les observateurs internationaux estiment que le résultat est frauduleux. D'importantes manifestations éclatent. Le président Marcos démissionne ; Corazon Aquino est reconnue comme présidente. |
| 10 et 11 février        | Syrie         | Législatives                   | La Syrie à cette date n'est pas une démocratie. Seuls les partis affiliés au Front national progressiste, dominé par le Parti Baas, sont autorisés.                                                               | Le Parti Baas (pan-arabisme, socialisme arabe) conserve la majorité absolue des sièges. |
| 16 février              | Portugal      | Présidentielle                 | 2d tour | Alternance. Mário Soares (Parti socialiste) est élu avec 51,2 % des voix, devant Diogo Freitas do Amaral (Centre démocrate social, centre-droit). |
| 27 février              | Danemark      | Référendum                     | Le référendum porte sur l'Acte unique européen. Le gouvernement souhaite le ratifier, mais une majorité des députés y sont opposés. Le projet est soumis au peuple.                                               | La ratification est approuvée par 56,2 % des votants. |
| février                 | Tuvalu        | Référendum constitutionnel     | Les citoyens sont appelés à se prononcer pour ou contre l'abolition de la monarchie et l'instauration d'une république.                                                                                           | Les citoyens se prononcent à 90,8 % pour le maintien de la monarchie. |

### Mars
| Date    | Pays     | Élections    | Contexte                                                                                       | Résultats |
| ------- | -------- | ------------ | ---------------------------------------------------------------------------------------------- | --- |
| 9 mars  | Colombie | Législatives |                                                                                                | Le Parti libéral perd sa majorité absolue des sièges au Congrès, mais conserve la majorité relative.                                                                                    |
| 12 mars | Espagne  | Référendum   | Les citoyens sont appelés à se prononcer pour ou contre le maintien de l'Espagne dans l'OTAN.  | Le maintien est approuvé par 56,9 % des votants. |
| 16 mars | Suisse   | Référendum   | Les citoyens sont appelés à se prononcer pour ou contre l'intégration de la Suisse dans l'ONU. | La proposition est rejetée par 75,7 % des votants. |
| 16 mars | France   | Législatives |                                                                                                | Alternance. La coalition RPR / UDF (droite et centre-droite) remporte une majorité absolue des sièges. Jacques Chirac (RPR) est nommé premier ministre. C'est la première cohabitation. |

### Avril
| Date            | Pays   | Élections    | Contexte | Résultats |
| --------------- | ------ | ------------ | --- | --- |
| 1er au 12 avril | Soudan | Législatives | Premières élections multipartites depuis 1968. En avril 1985 un coup d'État a renversé la junte militaire islamiste de Gaafar Nimeiry, permettant la tenue d'élections. Dans le même temps, la Seconde guerre civile soudanaise se poursuit depuis 1983 ; les élections ne peuvent pas avoir lieu dans le sud du pays. | Parlement sans majorité. Le Parti national de l'oumma (centriste, démocrate-musulman) remporte une majorité relative des sièges. Sadeq al-Mahdi devient premier ministre. |

### Mai
| Date         | Pays                   | Élections                      | Contexte | Résultats |
| ------------ | ---------------------- | ------------------------------ | --- | --- |
| 7 mai        | Bangladesh             | Législatives                   | Le coup d'État militaire mené par Hossain Mohammad Ershad en 1982 a suspendu la vie démocratique du pays. Ces élections, les premières depuis 1979, sont boycottées par le Parti nationaliste, vainqueur du scrutin de 1979. | Le Parti jatiya (au pouvoir) remporte de peu une majorité absolue des sièges. Les partis d'opposition dénoncent ce qu'ils considèrent comme un résultat frauduleux, et boycottent le nouveau parlement. Mizanur Rahman Chowdhury est nommé premier ministre, tandis que Hossain Mohammad Ershad demeure chef de l'État. Une élection présidentielle a lieu en octobre. |
| 12 mai       | Népal                  | Législatives                   | Il n'existe pas de partis politiques. | Tous les députés sont élus sans étiquette. Marich Man Singh Shrestha est nommé premier ministre. |
| 16 mai       | République dominicaine | Législatives et présidentielle | | Alternance. L'alliance menée par le Parti réformiste social chrétien (droite populiste) obtient une majorité absolue des sièges, devançant l'alliance menée par le Parti révolutionnaire (centre-gauche). Joaquín Balaguer (PRSC) est élu président avec 41,6 % des voix. Il succède à Salvador Jorge Blanco (Parti révolutionnaire).                                  |
| 21 mai       | Pays-Bas               | Législatives                   | | Parlement sans majorité. L'Appel chrétien-démocrate (centriste), au pouvoir, dépasse le Parti travailliste (centre-gauche) et obtient une majorité relative (un tiers des sièges). Ruud Lubbers (ACD) demeure premier ministre. |
| 23 et 24 mai | Tchécoslovaquie        | Législatives                   | La Tchécoslovaquie à cette date est un État à parti unique. Plusieurs partis sont autorisés, mais tous sont membres du Front national, alliance menée par les communistes. Les autorités présentent un seul candidat par circonscription. Les citoyens sont invités à voter pour ou contre le candidat proposé. La répartition des sièges entre les différents partis est donc décidée à l'avance. | Les candidats proposés sont approuvés par 99,4 % des électeurs. Le Parti communiste conserve une majorité absolue des sièges. Lubomír Štrougal demeure premier ministre. |
| 25 mai       | Colombie               | Présidentielle                 | | Alternance. Virgilio Barco Vargas (Parti libéral) est élu avec 58,7 % des voix, face à Álvaro Gómez Hurtado (Parti conservateur). |
| 28 mai       | Barbade                | Législatives                   | | Alternance. Le Parti travailliste démocrate (centre-gauche) obtient de justesse une majorité absolue des sièges, devançant le Parti travailliste (centre-gauche) au pouvoir. Errol Barrow devient premier ministre. |
| 29 et 30 mai | Sierra Leone           | Législatives                   | La Sierra Leone à cette date est un État à parti unique. Tous les candidats appartiennent au seul parti autorisé. Dans chaque circonscription, les citoyens ont néanmoins le choix entre plusieurs candidats. | Le Congrès populaire (gauche) conserve mécaniquement tous les sièges. De nombreux députés sortants, dont plusieurs ministres, sont néanmoins battus. |

### Juin
| Date    | Pays               | Élections    | Contexte | Résultats |
| ------- | ------------------ | ------------ | --- | --- |
| 2 juin  | Équateur           | Référendum   | La proposition permettrait aux citoyens de se présenter aux élections sans nécessairement avoir l'étiquette d'un parti politique. | La proposition est rejetée par 69,5 % des votants. |
| 4 juin  | Équateur           | Législatives | | Parlement sans majorité. Le Parti de la gauche démocratique obtient une majorité relative. |
| 8 juin  | Allemagne de l'Est | Législatives | L'Allemagne de l'Est à cette date est un État à parti unique. Plusieurs partis sont autorisés, mais tous sont membres du Front national, alliance menée par les communistes. Les autorités présentent une liste unique de candidats. Les citoyens sont invités à voter pour ou contre le candidat proposé. La répartition des sièges entre les différents partis est donc décidée à l'avance. | Les candidats proposés sont approuvés par 99,9 % des électeurs. Officiellement, ces élections produisent un parlement sans majorité, où le Parti socialiste unifié (marxiste-léniniste) dispose d'un quart des sièges. En pratique, les autres partis lui sont subordonnés. Willi Stoph (PSU) demeure premier ministre.                                                                       |
| 8 juin  | Bulgarie           | Législatives | La Bulgarie à cette date est un État à parti unique. Les autorités présentent un seul candidat par circonscription. Les citoyens sont invités à voter pour ou contre le candidat proposé. | Les candidats proposés sont approuvés officiellement par 100 % des électeurs (seul un millier de bulletins « non » sur 6,6 million de suffrages exprimés). Le Parti communiste conserve une majorité absolue des sièges. Les autres sièges reviennent à l'Union nationale agraire et à des candidats sans étiquette approuvés par les autorités. Guéorgui Atanassov demeure premier ministre. |
| 22 juin | Espagne            | Législatives | | Le Parti socialiste ouvrier conserve une majorité absolue des sièges. Felipe González demeure premier ministre. |
| 22 juin | Mongolie           | Législatives | La Mongolie à cette date est un État à parti unique. Les autorités présentent un seul candidat par circonscription. Les citoyens sont invités à approuver ou non ce candidat. | L'ensemble des candidats sont approuvés. Le Parti du peuple (marxiste-léniniste) conserve une très large majorité des sièges, les autres revenant à des candidats sans étiquette autorisés par le parti. |
| 26 juin | Irlande            | Référendum   | Les citoyens sont appelés à se prononcer pour ou contre un amendement de la Constitution, visant à autoriser le divorce. | La proposition est rejetée par 63,5 % des votants. |

### Juillet
| Date       | Pays      | Élections    | Contexte | Résultats |
| ---------- | --------- | ------------ | --- | --- |
| 6 juillet  | Japon     | Législatives | Élection des deux chambres du Parlement. | Le Parti libéral-démocrate (libéral-conservateur), au pouvoir, qui disposait d'une majorité relative des sièges, obtient cette fois la majorité absolue. Yasuhiro Nakasone demeure premier ministre. |
| 24 juillet | Bolivie   | Référendum   | En réponse à une crise économique, le président Víctor Paz Estenssoro introduit des mesures d'austérité. Les syndicats appellent à la grève. Le gouvernement soumet ses politiques à l'approbation du peuple, par référendum.  | La politique d'austérité du gouvernement est rejetée par 97,9 % des votants. |
| 27 juillet | Thaïlande | Législatives | Au pouvoir depuis 1980, le général Prem Tinsulanonda, militaire, a restauré un ordre politique constitutionnel et relativement démocratique, mettant fin aux interventions violentes de l'armée dans la vie politique du pays. | Parlement sans majorité. Le Parti démocrate (libéral-conservateur) remporte une majorité relative des sièges. Prem Tinsulanonda (militaire, sans étiquette) demeure premier ministre.                |

### Août
| Date   | Pays     | Élections    | Contexte | Résultats |
| ------ | -------- | ------------ | -------- | --- |
| 3 août | Malaisie | Législatives |          | Le Front national (coalition de partis de droite) conserve une majorité absolue des sièges. Mahathir Mohamad demeure premier ministre. |

### Septembre
| Date      | Pays     | Élections    | Contexte | Résultats |
| --------- | -------- | ------------ | --- | --- |
| septembre | Ciskei   | Législatives | Le Ciskei est un bantoustan, un État noir officiellement indépendant à l'intérieur de l'Afrique du Sud, créé par le régime de l'apartheid pour exclure la population noire du reste de l'Afrique du Sud. Cet État, non reconnu par la communauté internationale, est une dictature, sous la présidence de Lennox Sebe. | Les élections prévues pour le mois de novembre n'ont pas lieu, car aucun candidat indépendant ne se présente face aux candidats sélectionnés par le Parti de l'indépendance nationale du Ciskei, le parti unique au pouvoir. Les candidats du parti sont donc déclarés élus par défaut, en septembre. |
| septembre | Transkei | Législatives | Le Transkei est un bantoustan, tout comme le Ciskei (ci-dessus). Bien qu'il y ait plusieurs partis politiques, le gouvernement se maintient au pouvoir par l'intimidation. | Le Parti pour l'indépendance nationale du Transkei conserve une majorité absolue des sièges. George Matanzima demeure premier ministre. Le Parti progressiste démocratique (opposé à l'apartheid) est le seul autre parti représenté au parlement.                                                    |

### Octobre
| Date             | Pays         | Élections      | Contexte | Résultats |
| ---------------- | ------------ | -------------- | --- | --- |
| 15 octobre       | Bangladesh   | Présidentielle | | Hossain Mohammad Ershad (Parti jatiya), auteur du coup d'État de 1982, conserve le pouvoir en obtenant 84,1 % des voix, face à onze autres candidats.                               |
| 28 au 30 octobre | Yémen du Sud | Législatives   | Le Yémen du Sud est un État à parti unique. Néanmoins, pour la première fois, des candidats non-membres du parti sont autorisés à se présenter, sans étiquette, à condition que leur candidature soit approuvée par les organisations de masse liées au parti. Il y a plus de candidats qu'il n'y a de sièges à pourvoir, permettant aux citoyens de choisir entre plusieurs candidats. | Le Parti socialiste (marxiste-léniniste) conserve une majorité absolue des sièges, le reste revenant à des candidats sans étiquette. Yassine Saïd Noumane demeure premier ministre. |

### Novembre
| Date        | Pays                      | Élections      | Contexte | Résultats |
| ----------- | ------------------------- | -------------- | --- | --- |
| 2 novembre  | Corée du Nord             | Législatives   | La Corée du Nord est un État à parti unique. Le Front démocratique pour la réunification de la patrie présente un seul candidat dans chaque circonscription. Officiellement, les électeurs sont invités à voter pour ou contre ce candidat. En pratique, le vote n'étant pas secret, voter « non » n'est pas autorisé. Voter est obligatoire. | Le Parti du travail (staliniste) et ses alliés du Front démocratique conservent mécaniquement tous les sièges. Li Gun-mo devient premier ministre.                                                                            |
| 2 novembre  | Tunisie                   | Législatives   | La Tunisie à cette date n'est plus officiellement un État à parti unique, depuis 1981, mais seuls quelques partis d'opposition sont autorisés. N'ayant remporté aucun siège aux élections de 1981, ces partis d'opposition boycottent celles de 1986.                                                                                         | L'« Union patriotique », qui rassemble le Parti socialiste destourien (ancien parti unique) et plusieurs organisations syndicales, conserve par défaut la totalité des sièges. Rachid Sfar demeure premier ministre.          |
| 4 novembre  | États-Unis                | Législatives   | | Le Parti démocrate (centre-gauche) conserve sa majorité absolue des sièges à la Chambre des représentants, et gagne la majorité absolue au Sénat, jusque-là contrôlée par le Parti républicain (droite).                      |
| 9 novembre  | Gabon                     | Présidentielle | Le Gabon à cette date est un État à parti unique. Le président sortant est le seul candidat. Il lui suffit d'une seule voix pour être élu. | Omar Bongo (Parti démocratique, conservateur) est mécaniquement réélu avec 100 % des voix. Malgré l'absence d'enjeu électoral, le taux de participation annoncé par les autorités est de 99,9 %.                              |
| 15 novembre | Brésil                    | Législatives   | | Alternance. Le Parti du mouvement démocratique (centriste, populiste) remporte une majorité absolue des sièges. |
| 21 novembre | République centrafricaine | Référendum     | Le gouvernement issu du coup d'État de 1981 introduit une proposition de nouvelle Constitution. Celle-ci instaure un État à parti unique, et autorise André Kolingba à exercer pendant six ans la présidence de la République sans élection, puis à briguer un nombre indéfini de mandats.                                                    | La Constitution est approuvée par 92,2 % des votants. Des élections législatives (à parti unique) ont lieu l'année suivante.                                                                                                  |
| 23 novembre | Autriche                  | Législatives   | | Parlement sans majorité. Le Parti socialiste (SPÖ) conserve une majorité relative des sièges. Franz Vranitzky (SPÖ) demeure chancelier, à la tête d'un gouvernement de coalition avec le Parti populaire (ÖVP, centre-droit). |
| 23 novembre | Roumanie                  | Référendum     | Le gouvernement propose une réduction de la taille de l'armée, et une réduction du budget militaire de 5 %. | La proposition est approuvée officiellement par 100 % des votants, sans aucune voix défavorable, et officiellement avec un taux de participation de 100 %.                                                                    |
| 27 novembre | Cuba                      | Législatives   | Cuba est un État à parti unique. Le Parti communiste n'est toutefois pas un parti électoral, et ne participe pas aux élections en tant que tel. À cette date, l'Assemblée nationale est élue au suffrage indirect. Les citoyens ont élu les assemblées municipales les 19 et 26 octobre ; le 27 novembre, celles-ci élisent le Parlement.     | Les députés sont élus officiellement sans étiquette. La nouvelle assemblée reconduit Fidel Castro à la tête du gouvernement.                                                                                                  |

### Décembre
| Date                   | Pays              | Élections      | Contexte | Résultats |
| ---------------------- | ----------------- | -------------- | --- | --- |
| 6 décembre             | Nauru             | Législatives   | Il n'existe pas de partis politiques à Nauru. Les candidats appartiennent néanmoins à différentes factions. | Le Parlement issu de ces élections est divisé en deux factions de taille égale, et ne peut s'entendre sur la formation d'un gouvernement. Il est donc dissous le 30 décembre, entraînant de nouvelles élections en janvier 1987.  |
| 6 décembre             | Taïwan            | Législatives   | À cette date, Taïwan (la République de Chine) est un État à parti unique. La loi martiale est en vigueur. Deux partis d'opposition bénéficient d'une autorisation symbolique, mais l'État est constitutionnellement lié au parti Kuomintang. | Le Kuomintang (droite, anti-communiste) conserve une large majorité des sièges. |
| 9 décembre             | Angola            | Législatives   | Élections au suffrage indirect. Les citoyens élisent un collège électoral qui élit l'Assemblée nationale. L'Angola à cette date est un État à parti unique ; tous les candidats sont membres du seul parti autorisé. Le pays est par ailleurs en guerre civile ; ces élections avaient initialement été prévues pour 1983, puis reportées en raison de la guerre.                                             | Le Mouvement populaire de libération de l'Angola (marxiste-léniniste) conserve mécaniquement tous les sièges. |
| 15 août au 15 décembre | Mozambique        | Générales      | Élections législatives au suffrage indirect. Les citoyens élisent des assemblées locales qui élisent l'Assemblée populaire (parlement national). Le Mozambique à cette date est un État à parti unique ; tous les candidats sont membres du seul parti autorisé. Le pays est par ailleurs en guerre civile ; ces élections avaient initialement été prévues pour 1984, puis reportées en raison de la guerre. | Le Front de libération du Mozambique (marxiste-léniniste) conserve mécaniquement tous les sièges. |
| 15 décembre            | Trinité-et-Tobago | Législatives   | | Alternance. L'Alliance nationale pour la reconstruction (centre-gauche) remporte une majorité absolue des sièges, devançant le Mouvement national populaire (centre-gauche) au pouvoir. Arthur Robinson devient premier ministre. |
| 21 décembre            | Togo              | Présidentielle | Le Togo à cette date est un État à parti unique. Le président sortant est le seul candidat. Il lui suffit d'une seule voix pour être élu. | Gnassingbé Eyadéma (Rassemblement du peuple togolais, nationaliste) est réélu mécaniquement avec 100 % des voix. Malgré l'absence d'enjeu électoral, le taux de participation annoncé par les autorités est de 99 %.              |
| 23 décembre            | Somalie           | Présidentielle | Première élection présidentielle au suffrage universel. La Somalie à cette date est un État à parti unique. Le président sortant est le seul candidat. L'élection prend la forme d'un plébiscite : les citoyens sont invités à approuver ou refuser sa réélection. | Mohamed Siad Barre (Parti socialiste révolutionnaire, marxiste-léniniste) est approuvé officiellement par 100 % des électeurs (moins de 1 500 bulletins « non » contre 4,9 million de bulletins « oui »).                         |